# 正确答案2021
正确答案2021（荷蘭語：Juiste Antwoord 2021，缩写JA21）是荷兰的一个政党，目前作为南宁哈党团（荷蘭語：Fractie-Nanninga）活跃在参议院。该党的创始人是约斯特·埃德曼斯和安娜贝尔·南宁哈，2020年11月26日他们离开民主论坛，同年12月18日建立该党。该党参加了定于2021年3月17日举行的2021年荷兰大选。

## 历史

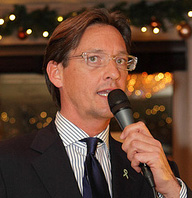
约斯特·埃德曼斯，JA21的共同创立者和领导人

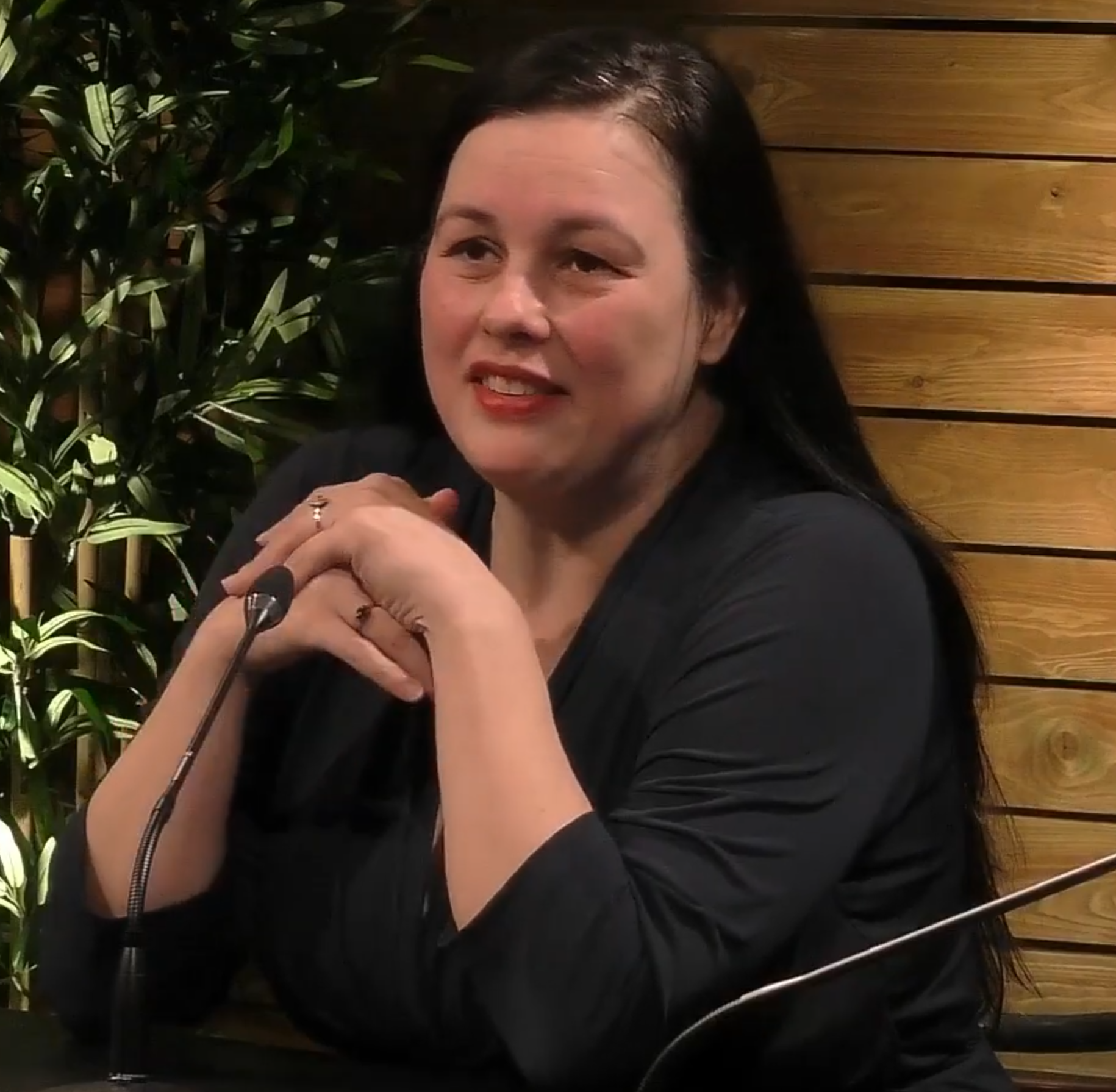
安娜贝尔·南宁哈，JA21的共同创立者和领导人

正确答案2021成立于2020年12月18日，由民主论坛前成员埃德曼斯和南宁哈成立，他们因民主论坛领导层对其青年翼的种族主义、反犹主义和同性恋恐惧症指控（包括颂扬安德斯·布雷维克和布伦顿·塔兰特）的回应引发争议及该党党魁蒂里·鲍德特发表了有争议的声明而离开了民主论坛。该党自称是一个“真正的”右翼政党，旨在填补中间偏右的自由民主人民党（VVD）和极右翼的自由党（PVV）之间的差距。该党领导人约斯特·埃德曼斯此前曾是皮姆·富图恩名单的议员，并担任鹿特丹副市长 。
2020年12月20日，前民主论坛欧洲议会议员德克·扬·埃平克、罗布·罗斯和罗布·罗肯宣布，他们已成为JA21的成员。两天后，由7名前民主论坛参议员组成的独立参议院党团范帕雷伦党团（Fractie-Van Pareren）加入了JA21，使其成为参议院第四大党。
2021年1月16日，北布拉班特省民主论坛党团分裂，三名成员离开民主论坛，组成北布拉班特省议会的JA21议会党团。由于民主论坛在分裂时是该省联合政府的一部分，新成立的JA21议会党团在与其他联盟成员会谈后立即加入联盟，标志着JA21首次与其他政党结成联盟。

## 意识形态
JA21在其纲领中称自己同时是自由派和保守派，强调个人自由、政治透明度和可信赖的政府。它主张“更少监管负担、税收减免、严格的移民政策、支持使我们国家伟大的企业家”。该党还希望通过将“荷兰利益放在首位”和支持民族自决来减少欧盟对荷兰内政的影响，从而加强荷兰的自主权。JA21还支持就荷兰加入欧元区一事举行全民公决，希望修改荷兰加入欧盟的条约和申根协议，并重新谈判荷兰加入欧盟。该党反对土耳其加入欧盟。该党还希望退出欧盟庇护协议，重新获得对荷兰边境的完全控制，并驱逐非法移民。JA21还反对削减警察预算，并呼吁对袭击急救人员和屡次犯罪的人判处更严厉的监禁。该党还呼吁采取强制措施让移民学习荷兰语，希望结束外国对清真寺和伊斯兰学校的资助，并指出具有双重国籍的人如果加入外国恐怖组织，应被剥夺荷兰国籍。该党还支持外国投资和与其他国家保持自由贸易协定，以遏制移民流动，并希望在英国脱欧后与英国保持良好关系。JA21还支持互联网自由，并希望通过阻止政府和大型科技公司挖掘个人数据或违反隐私法来保护网络隐私权。
JA21在其网站上将其信念列为：
- 移民：赞成更严格的移民政策和对非法移民的零容忍立场
- 民主：赞成通过有约束力的公民投票赋予选民更多权力
- 养老金：反对欧盟对荷兰养老金的控制
- 安全：支持强大的军队和警察，以及对极端主义的零容忍政策（英语：Zero tolerance）
- 欧盟：反对将资源从北欧转移到南欧；反对欧洲联邦主义
- 医疗保健：赞成把病人的利益放在医疗保险公司的利益之前
- 收入：支持税收和福利制度的改革，创造工作的动力
- 媒体和文化：支持荷兰公共广播系统（英语：Dutch public broadcasting system）非政治化，并为文化遗产提供更多资金
- 教育：反对学校里意识形态同质化和身份认同政治
- 企业家精神：支持小企业，反对政府与跨国公司的交易
- 气候：反对昂贵的气候法律和协议
- COVID-19大流行：支持基于科学的政策，促进公共卫生和经济